# Sessano del Molise
Sessano del Molise ist ein Dorf mit 682 Einwohnern (Stand 31. Dezember 2023) in der italienischen Region Molise und gehört zur Provinz Isernia.

## Geografie

Lage der Gemeinde in der Provinz Isernia

Die Gemeinde Sessano del Molise bedeckt eine Fläche von 24,75 Quadratkilometer und hat eine Bevölkerungsdichte von 27 Einwohner pro Quadratkilometer.
Der Ort befindet sich auf 795 m über Normalnull.
Zu den Ortsteilen gehören Coste, Pescocupo, Durante und Pantaniello.
Die anliegenden Gemeinden sind Carpinone, Forlì del Sannio, Fornelli, Longano, Macchia d’Isernia, Miranda, Pesche, Pettoranello del Molise, Roccasicura und Sant’Agapito.